# Grinderman
I Grinderman sono stati un gruppo garage rock, fondato nel 2006 come progetto parallelo di Nick Cave and the Bad Seeds e sciolto nel 2011.
La band era composta da Nick Cave alla voce e alla chitarra, da Warren Ellis al violino elettrico, Martyn P. Casey al basso e Jim Sclavunos alla batteria, tutti e tre anche componenti dei Bad Seeds.

## Storia
L'album di esordio della band, l'omonimo Grinderman, a tratti rievocante le origini musicali di Cave nei Birthday Party, è stato pubblicato il 10 aprile 2007.
Il secondo album, Grinderman 2, viene pubblicato il 14 settembre 2010. Esso mantiene le sonorità del predecessore rendendole però più elaborate, dando l'idea di un album più costruito e meno improvvisato.
Nel dicembre 2011, Nick Cave annuncia lo scioglimento del gruppo durante un festival musicale in Australia.
Il 27 marzo 2012, postumo allo scioglimento del gruppo, viene pubblicato Grinderman 2 RMX, album di remix e versioni alternative.

## Discografia
- 2007 – Grinderman, , Mute Records CDSTUMM272, Europa
- 2010 – Grinderman 2, , Mute Records CDSTUMM299, Europa
- 2012 – Grinderman 2 RMX, , Mute Records XCDSTUMM299, Regno Unito